# Lucianópolis
Lucianópolis is een gemeente in de Braziliaanse deelstaat São Paulo. De gemeente telt 2.443 inwoners (schatting 2009).